# Беели, Гауденц
Га́уденц Бе́ели (нем. Gaudenz Beeli; род. 17 октября 1947) — швейцарский бобслеист, кёрлингист и тренер по кёрлингу.
Как бобслеист — серебряный призёр чемпионата мира 1974 в соревнованиях четвёрок, участник зимних Олимпийских игр 1972 (соревнования четвёрок, их команда Швейцария-2 заняла четвёртое место).

## Бобслей

### Экипажи-четвёрки
| Сезон   | Пилот          | Разгоняющий   | Разгоняющий | Разгоняющий   | Турниры            |
| ------- | -------------- | ------------- | ----------- | ------------- | ------------------ |
| 1971—72 | Heinz Schenker | Гауденц Беели | Erwin Juon  | Ханс Кандриан | ЗОИ 1972 (4 место) |
| 1973—74 | Гауденц Беели  | Yves Marchand | Guido Casty | Ханс Кандриан | ЧМ 1974            |

## Кёрлинг

### Результаты как тренера национальных сборных
| Год  | Турнир                                       | Сборная             | Место |
| ---- | -------------------------------------------- | ------------------- | ----- |
| 2005 | Чемпионат мира по кёрлингу среди женщин 2005 | Швейцария (женщины) | 8     |
| 2005 | Чемпионат Европы по кёрлингу 2005            | Швейцария (женщины) | 2     |
| 2006 | Зимние Олимпийские игры 2006                 | Швейцария (женщины) | 2     |
| 2006 | Чемпионат Европы по кёрлингу 2006            | Швейцария (женщины) | 3     |
| 2010 | Чемпионат мира по кёрлингу среди женщин 2010 | Швейцария (женщины) | 10    |
| 2014 | Чемпионат мира по кёрлингу среди женщин 2014 | Швейцария (женщины) | 1     |

## Частная жизнь
Его дочь Биния Фельчер (урожд. Биния Беели) — знаменитая швейцарская кёрлингистка, чемпионка мира и Европы, серебряный призёр зимних Олимпийских игр 2006. Гауденц Беели много лет тренирует её команду (включая и их выступление на зимней Олимпиаде 2006).